# English Foxhound
L'English Foxhound è una delle quattro razze di cani per la caccia alla volpe. È imparentato con l'American Foxhound. Sono segugi dall'olfatto particolarmente sviluppato, allevati per cacciare le volpi grazie al fiuto.

## Storia

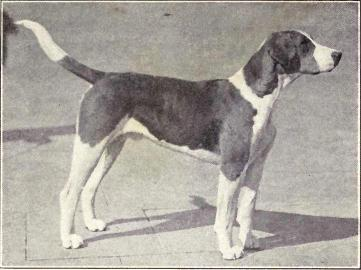
English Foxhound circa 1915.

La razza è stata selezionata alla fine del XVI secolo, in seguito alla riduzione del numero di cervi in Inghilterra. I nobili e gli aristocratici in passato cacciavano i cervi sia per la carne sia per svago, usando i Levrieri scozzesi (detti Deerhound). Durante il regno di Enrico VII, quando i cervi iniziavano a scarseggiare, i nobili trovarono nella volpe una nuova preda. L'English Foxhound fu creato dall'attenta fusione di diverse razze: il levriero per la velocità, il Fox Terrier per l'istinto predatorio e infine il Bulldog per la tenacia nella caccia.
Durante l'Impero anglo-indiano gli English Foxhound vennoro importati in India al fine di cacciare gli sciacalli, tuttavia per colpa del clima tropicale raramente sopravvivevano a lungo. I Foxhound erano considerati migliori dei levrieri per la minore velocità rispetto ai levrieri, in tal modo la caccia poteva durare più a lungo.
I registri di razza sono stati creati nel XVIII secolo. Le linee di sangue e il lavoro degli allevatori della razza è fondamentale nel continuo sviluppo di questa razza da lavoro. Le "Mostre dei cuccioli"  sono importanti eventi nel calendario di caccia e permette ai cacciatori e agli allevatori di esaminare l'ultima generazione di segugi. L'International Foxhound Association è stata creata nel 2012 per promuovere la razza.

## Descrizione

### Aspetto

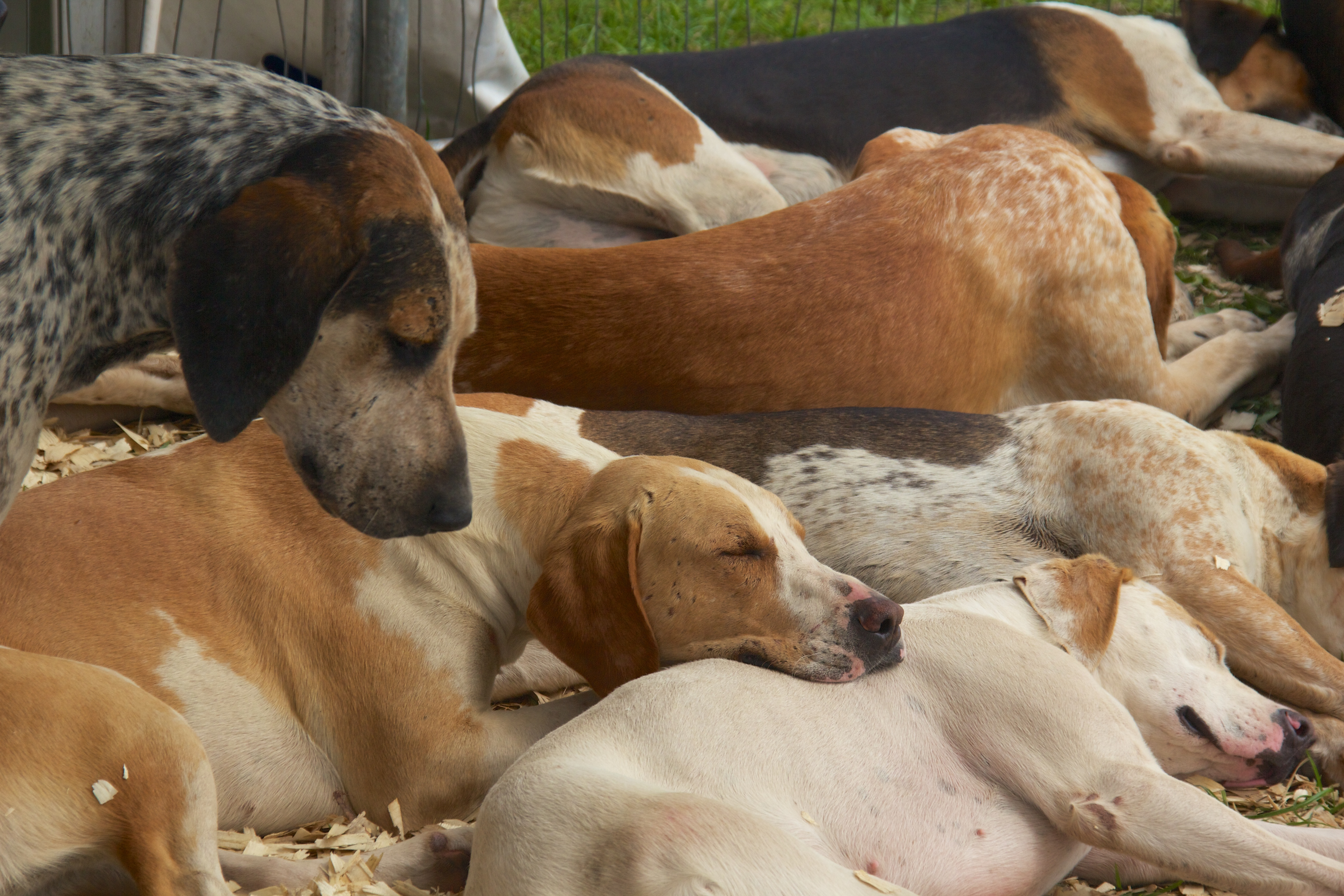
English Foxhounds che si riposano.

Lo standard di razza richiede un'altezza al garrese di 53-64 cm. La testa è larga e il muso è lungo. Le gambe sono muscolose e dritte, le zampe lasciano impronte arrotondate. L'English Foxhound può essere di tutti i colori tipici dei segugi, spesso sono tricolori, fulvi, rossi o neri su una base bianca.

### Temperamento

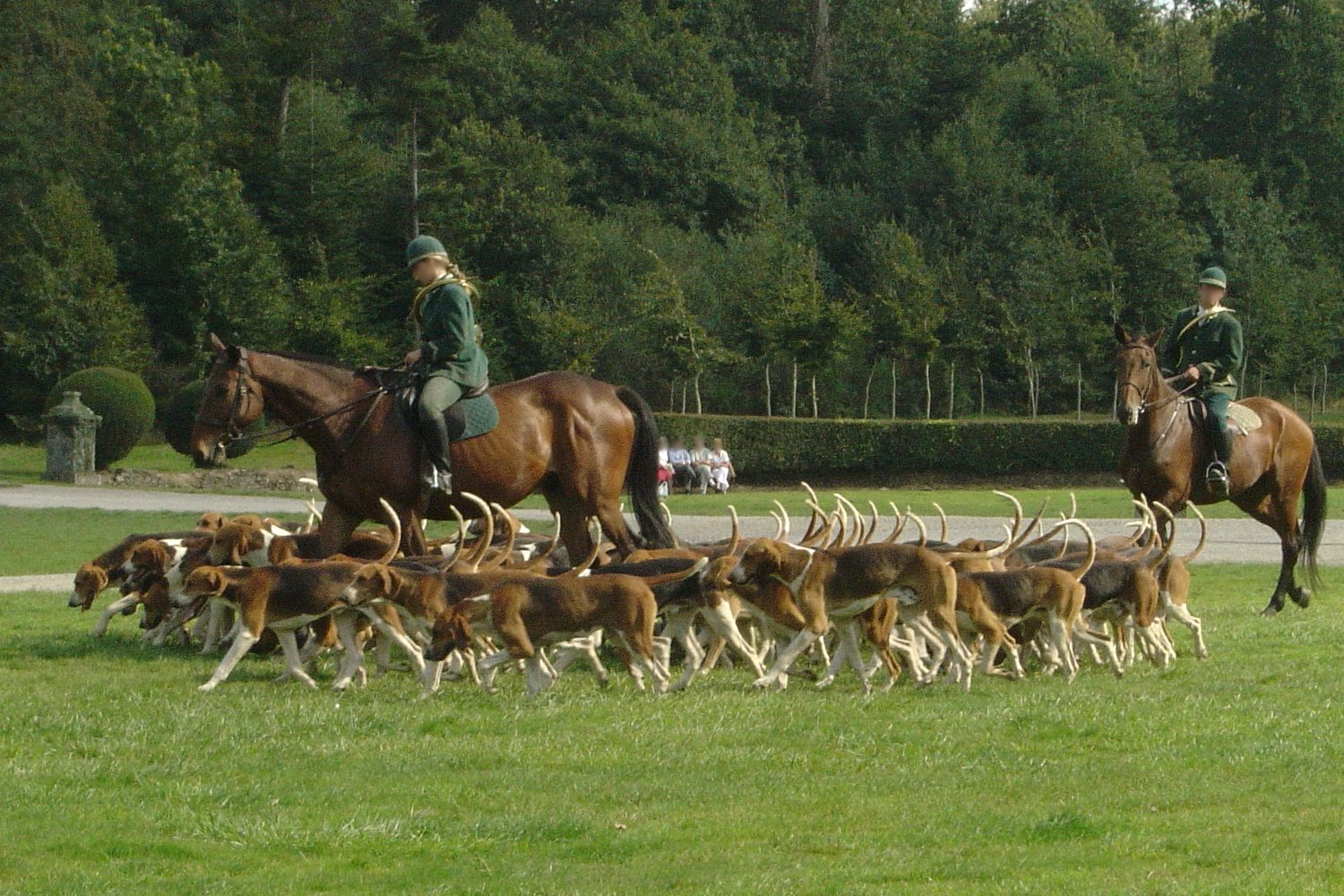
Una muta di English Foxhound

L'English Foxhound è un segugio da muta, quindi lavora bene con altri cani e con i cavalli. Ama la compagnia umana ed è un buon compagno di giochi per bambini e altri animali domestici. Solitamente ha un carattere mite, è socievole e tollerante. È una razza molto attiva che adora stanare le volpi e ha la resistenza per correre tutto il giorno con poche pause.

## Salute e longevità
Questa razza ha pochi problemi congeniti di salute. Si sono riscontrati casi di displasia all'anca, malattie renali ed epilessia.
La vita media dell'English Foxhound è di circa 10-13 anni